# Korduševci
Korduševci is een plaats in de gemeente Bukovlje in de Kroatische provincie Brod-Posavina. De plaats telt 160 inwoners (2001).